# Сяолинхэ
Сяолинхэ́ (кит. упр. 小凌河) или Цзиньчуа́нь (кит. упр. 锦川) — река в китайской провинции Ляонин. Название «Сяолинхэ» означает «Малая теснящая река»; северо-восточнее имеется Далинхэ — «Большая теснящая река».

## Исторические названия
В эпоху империи Ляо название реки писалось как 小灵河. Со времён монгольской империи Юань написание названия приобрело современный вид.

## География
Длина реки — 206 км, площадь водосборного бассейна — 5475 км².
Исток реки расположен в уезде Чаоян городского округа Чаоян. Сначала река течёт на север, а после деревни Яншань, приняв в себя несколько притоков, поворачивает на северо-восток, петляя в горной местности. После Эршицзяцзы река, продолжая петлять, поворачивает в общем направлении на восток, обойдя с юга основную урбанизированную часть Цзиньчжоу резко поворачивает на юг, и впадает в Бохайский залив.